# George Payne
George Payne (Chester, oko 1685. – 23. veljače 1757.) bio je britanski državni službenik i istaknuti slobodni zidar.

## Život i karijera
Payne je rođen u Chesteru, a oko 1711. preselio se u London. Tijekom četrdeset godina u Poreznom uredu napredovao je od pomoćnika glavnog računovođe (1713.) do tajnika Porezne komisije (1743.). Uz to, obavljao je nekoliko sinekura, uključujući povjerenika za Westminsterski most i državnu lutriju. Do kasnih 1740-ih stekao je ugled u društvu.

### Slobodno zidarstvo
Payne je bio ključna figura u razvoju slobodnog zidarstva u Velikoj Britaniji. Bio je drugi i četvrti veliki majstor Velike lože Engleske (1718. i 1720.), a kasnije je obnašao funkcije velikog starijeg nadzornika (1724.) i zamjenika velikog majstora (1735.). Pojavljuje se u Konstitucijama iz 1723. godine.
Njegova predanost slobodnom zidarstvu očituje se i u radu na sastavljanju Općih propisa te u dugogodišnjem angažmanu u radu Velike lože. Također, 1754. bio je među onima koji su radili na reviziji Konstitucija. Unatoč značajnom doprinosu, Payneova uloga u povijesti slobodnog zidarstva često je zasjenjena njegovim suvremenicima, posebice Johnom Theophilusom Desaguliersom i Jamesom Andersonom.